# Liphanthus phasganoventris
Liphanthus phasganoventris är en biart som beskrevs av Tapia och Ruz 2003. Liphanthus phasganoventris ingår i släktet Liphanthus och familjen grävbin. Inga underarter finns listade i Catalogue of Life.